# 1. SRC Wiesental St. Ingbert
Der 1. Squash und Rackets Club Wiesental St. Ingbert (kurz: SRC Wiesental) ist ein Squashclub aus St. Ingbert. Er spielte sechs Jahre lang in der höchsten Spielklasse, der 1. Squash-Bundesliga.

## Geschichte
Der Verein wurde am 1. Mai 1981 im Tennis- und Squash-Center Wiesental in Saarbrücken-Dudweiler gegründet. Der 1. SRC Wiesental war damit der erste Squashverein im Stadtverband Saarbrücken. Udo Altpeter bekleidete das Amt des 1. Vorsitzenden bis zum Jahre 1985. Von 1985 bis 1995 führten Thomas Kociok sowie Gernot Kohlmann den Verein. Im Mai 1995 trat der jetzige Vorsitzende, Roland Degen, sein Amt an. Der Club wuchs in diesen Jahren auf rund 50 Mitglieder. Mit dem Start einer Herrenmannschaft im Jahre 1981 begannen die sportlichen Aktivitäten und endeten in jener Saison mit dem Aufstieg in die Oberliga Rheinland-Pfalz/Saar.
1984 nahmen bereits drei Herrenmannschaften und eine Damenmannschaft am Ligabetrieb teil. Erstmals in der Vereinsgeschichte erreichte die 1. Herrenmannschaft die Teilnahme an der Bundesliga-Aufstiegsrunde in Nürtingen. 1986 schaffte die 1. Damenmannschaft die Vize-Meisterschaft in der Oberliga Rhein-Land-Pfalz/Saar und damit ebenfalls die Teilnahmeberechtigung an einer Bundesliga-Aufstiegsrunde. Diese Erfolge wurden in der abgelaufenen Saison 1989/90 und 1994/95 sowie 2001/02 wiederholt. Ende der 1990er-Jahre musste der SRC Wiesental in den St. Ingberter Stadtteil Rohrbach umziehen.
Mit der neuen Spielstätte ging zudem die Fusion mit dem SC St. Ingbert einher. Sowohl in der Oberliga als auch in der Regionalliga gewann die erste Herrenmannschaft sofort die Meisterschaft. In der ersten Saison in der 2. Squash-Bundesliga Süd erreichte das Team, angeführt von Christian Bernard, den dritten Platz. Da keine der besser platzierten Mannschaften eine Lizenz für den Aufstieg erhalten hatte, war somit der Durchmarsch von der vierten in die erste Spielklasse innerhalb von nur drei Jahren perfekt. Der SRC Wiesental war somit der erste saarländische Squashverein, der in der höchsten Spielklasse vertreten war.
Den größten Erfolg errang die Mannschaft in der Saison 2004/05 mit dem Erreichen der Play-offs um die Deutsche Meisterschaft. Das Halbfinale wurde jedoch klar mit 0:4 gegen den späteren Meister, den Paderborner SC, verloren. In den Folgejahren wurde die erneute Qualifikation für die Playoffs stets knapp verpasst. Nach der Saison 2007/08 zog sich der Verein, obwohl sportlich nicht abgestiegen, aus der 1. Bundesliga zurück, da der Abgang von Nationalspieler Johannes Voit nicht kompensiert werden konnte. Zu Bundesligazeiten hatte der SRC Wiesental unter anderem die Profispieler Graham Ryding, Liam Kenny, Peter Barker, Bradley Ball und Kristian Frost im Einsatz.

## Erfolge
- Qualifikation für die Play-offs 2004/05 in der 1. Squash-Bundesliga
- Aufstieg in die 2. Squash-Bundesliga Süd 2011/12
- Sieger Saarlandpokal: 11× (2002–2004, 2006–2013)
- zahlreiche Landestitel im Einzel und Doppel verschiedener Vereinsspieler